# Хосе Севальйос Енрікес
Хосе Севальйос Енрікес (ісп. José Cevallos Enríquez, нар. 18 січня 1995, Гуаякіль) — еквадорський футболіст, півзахисник клубу «Емелек» та національної збірної Еквадору. 

## Клубна кар'єра
Хосе Севальйос Енрікес народився 1995 року в місті Гуаякіль. Розпочав займатися футболом у місцевому клубі «Панама», пізніше продовжував навчання в еквадорських клубах «Барселона» та «ЛДУ Кіто».
У дорослому футболі Хосе Севальйос дебютував у 2011 році в команді «ЛДУ Кіто», в якій провів два сезони. У 2013 році молодого еквадорського футболіста взяв у оренду туринський «Ювентус», проте Хосе Севальйос грав виключно у складі «примавери» іменитого туринського клубу, або в неофіційних матчах, і за півроку повернувся до «ЛДУ Кіто». Цього разу відіграв за команду з Кіто наступні п'ять сезонів своєї ігрової кар'єри, та був основним гравцем середньої ланки команди.
У 2018 році Хосе Севальйос став гравцем бельгійської команди «Локерен». Проте після вибуття «Локерена» із Ліги Жупіле його віддали в річну оренду до португальського клубу «Портімоненсі».
Після закінчення строку оренди в Португалії «Локерен» на початку 2020 року продав Севальйоса на його батьківщину до клубу «Емелек». Станом на липень 2023 року він зіграв за «Емелек» 89 матчів у національному чемпіонаті, в яких відзначився 27 забитими м'ячами.

## Виступи за збірні
Хосе Севальйос Енрікес у 2011 році дебютував у складі юнацької збірної Еквадору (U-17), загалом на юнацькому рівні взяв участь у 12 іграх, відзначившись 5 забитими голами. У складі юнацької збірної брав участь у юнацькому чемпіонаті світу серед 17-річних 2011 року.
Протягом 2013–2015 років залучався до складу молодіжної збірної Еквадору. На молодіжному рівні зіграв у 14 офіційних матчах, забив 5 голів.
2017 року Хосе Севальйос Енрікес дебютував в офіційних матчах у складі національної збірної Еквадору. У складі збірної на початок 2023 року зіграв 5 матчів, у яких відзначився 2 забитими м'ячами.

## Особисте життя
Хосе Севальйос Енрікес є сином Хосе Франсіско Севальйоса, який тривалий час грав на позиції воротаря в клубі «ЛДУ Кіто» та збірній Еквадору.

## Титули і досягнення
- Чемпіон Еквадору: 2010
- Володар Кубка Казахстану: 2024

Збірні
- Срібний призер Південноамериканських ігор: 2010